# まるとさんかく
『まるとさんかく』は、日本のシンガーソングライター・新津由衣が2019年5月29日にSLIDE SUNSETから発売した1枚目のミニアルバム。

## 内容
前作『Neat's ワンダープラネット』から約10ヶ月ぶり、初のミニアルバム。
前作でサウンドプロデュースを務めたCHRYSANTHEMUM BRIDGEに、新たに石崎光を迎えて制作され、前半3曲は石崎が携わった楽曲、残り2曲はCHRYSANTHEMUM BRIDGEの保本真吾が携わった楽曲と明確に区分されている。このことについて新津は「前作を出してライブを終えて、次作を作る前に、『新津由衣が次のフェーズに向かって変化している』という状態を1度形にして提示しておいたほうがいいと考えた」と語っている。

## 収録曲
1. 春和景明 [2:54]
作詞・作曲：新津由衣
編曲：石崎光
2. 茶々 [3:25]
作詞・作曲：新津由衣
編曲：石崎光
3. 菜の花 [2:52]
作詞・作曲：新津由衣
編曲：新津由衣、石崎光
4thデジタルシングルの表題曲。
4. きえないもの〜アンドロメダから続くキセキ〜 [4:38]
作詞・作曲：新津由衣
編曲：保本真吾
3rdデジタルシングルの表題曲。
5. 『ねぇ見て、今夜は星が綺麗だ。』 [3:51]
作詞・作曲：新津由衣
編曲：保本真吾
2ndデジタルシングルの表題曲。

## 参加ミュージシャン
- 新津由衣：Vocal (全曲)、CP-70 & Acoustic Piano (#3)

Additional Musician
- 石崎光：All Other Instruments (#1,2,3)
- 保本真吾：All Other Instruments (#4,5)
- 玉田豊夢：Drums (#1,2)
- 神佐澄人：Keyboard (#4)
- 森俊之：Acoustic Piano (#5)
- 佐藤帆乃佳：Violin (#4)
- 亀田夏絵：Violin (#4)
- 河村泉：Viola (#4)
- 渡邊雅弦：Cello (#4)
- YOKAN：Trumpet & Bariton Sax (#5)
- 斎藤幹雄：Trumpet (#5)
- SASUKE：Trombone (#5)